# کازاکوو
کازاکوو (به لاتین: Kazakovo) یک منطقهٔ مسکونی در روسیه است که در استان آرخانگلسک واقع شده‌است.